# Leuctra castillana
Leuctra castillana är en bäcksländeart som beskrevs av Aubert 1956. Leuctra castillana ingår i släktet Leuctra och familjen smalbäcksländor. Inga underarter finns listade i Catalogue of Life.